# Teatro de siempre
Teatro de siempre fue un espacio de televisión, emitido por La 2 de TVE desde el 20 de noviembre de 1966 hasta el 25 de diciembre de 1972.

## Formato
Coincidente con la edad de oro del teatro televisado en España, se trataba de un espacio en el que semanalmente se emitía la representación de una obra de teatro. Coetáneo en el tiempo con el mítico Estudio 1, se diferenciaba de este —en el que era habitual la emisión de obras de autores contemporáneos— en que Teatro de siempre comenzó centrado exclusivamente en obras de teatro clásico griego y latino, si bien a partir de la segunda temporada amplió su espectro a obras del siglo de oro, tanto español como inglés o francés.
De este modo, a lo largo de seis años se emitieron piezas de Eurípides, Sófocles o Aristófanes, pero también de Calderón de la Barca, Lope de Vega y William Shakespeare. Para potenciar de manera expresa esta iniciativa, cabe mencionar que Televisión Española suscribió un convenio de colaboración con el Ministerio de Información y Turismo, entonces competente en materia de artes escénicas, para, a través de este espacio de televisión, dar a conocer al gran público los mejores exponentes del teatro español del Siglo de Oro.

## Elenco
Para diseñar el elenco de cada una de las obras, Televisión española contaba con la plantilla de actores de la cadena, por lo que, aunque cada pieza tenía unos intérpretes distintos, era frecuente que los actores apareciesen en varios episodios. Así, por ejemplo, Alicia Hermida llegó a intervenir en más de 25 obras. Otros intérpretes conocidos que intervinieron incluyen a Nicolás Dueñas, Lola Herrera, Fernando Delgado, María José Alfonso, Jesús Enguita, Andrés Mejuto, Estanis González o José María Escuer.

## Obras representadas
- Ver: Anexo:Obras representadas en Teatro de siempre

## Premios
- Premio Ondas en 1969.